# Porter
Porter是一个皮革袋包品牌。Porter品牌最初由日本的吉田株式会社于1962年发布。2007年后该品牌分为“Porter Japan”和“Porter International”，分别由吉田株式会社和台湾的尚立国际运营。前者在日本和香港注册商标，而后者则在台湾、中国大陆等地拥有商标权。
Porter的品牌系列中，有Tanker和Luggage Label等子品牌。前者为1983年由吉田克幸主导设计，后者于1984年推出，主要经营高端商务市场。
1999年，吉田株式会社与尚立国际合作，将PORTER JAPAN引入台湾。2001年时尚立国际将“Porter International”在除日本和香港两地之外的地区注册成商标，引发商标权纠纷。2007年，两家公司达成和解，各自成立独立的品牌。另外，吉田将PORTER JAPAN在台湾的代理权交给尚立国际。